# V округ Парижа
V округ Парижа, округ Пантеона (фр. Arrondissement de Panthéon) — один з 20 муніципальних паризьких округів, найстаріший район міста. До складу округу входить Латинський квартал, будівництво якого почалось ще за часів античності у римську епоху міста. Площа округу становить 254 га.

## Географічне положення
5-й округ розташований на лівому березі Сени. На півдні він межує з 14-м, на заході з 6-м, на сході з 13-м, на півночі (протилежний берег) — з 4-м округами Парижа. Три мости з'єднують територію округу з островом Сіте, два — з островом св. Людовика.

## Населення

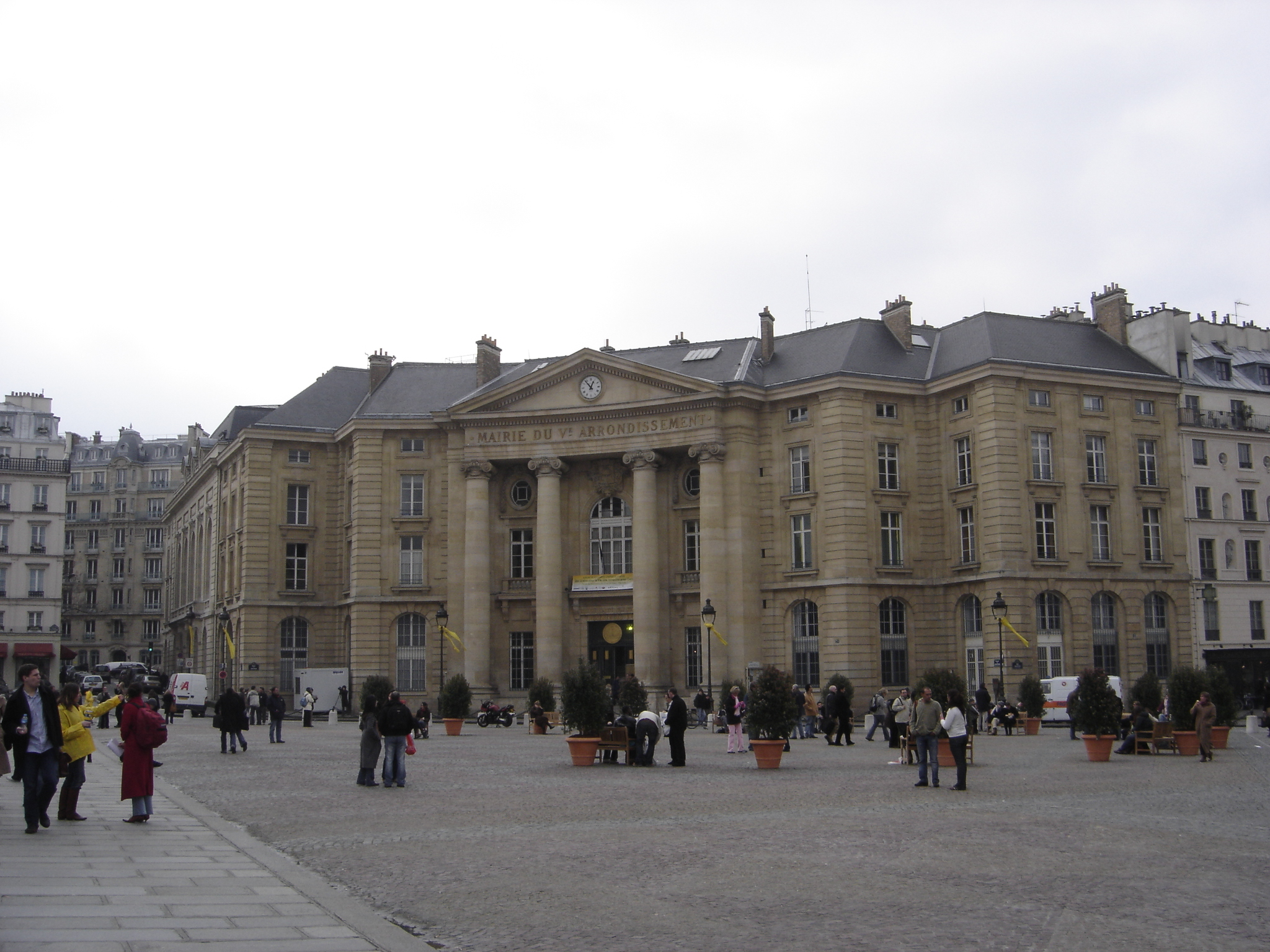
Мерія 5-го округу

на 2005 рік у 5-му окрузі проживало 59 300 осіб при щільності населення 23 347 чол/км ². Це становить 2,7 % населення французької столиці.
| Рік  | Населення | Густота населення (чол/км ²) |
| ---- | --------- | ---------------------------- |
| 1872 | 96 689    | 38 052                       |
| 1911 | 121 378   | 47 768                       |
| 1954 | 106 443   | 41 890                       |
| 1962 | 96 031    | 37 793                       |
| 1968 | 83 721    | 32 948                       |
| 1975 | 67 668    | 26 630                       |
| 1982 | 62 173    | 24 468                       |
| 1990 | 61 222    | 24 094                       |
| 1999 | 58 849    | 23 160                       |
| 2005 | 59 300    | 23 337                       |

## Органи правління
У березні 2008 року мером округу знову обрано представника консервативної партії «Союз за народний рух» Жана Тібері (Jean Tiberi).
- Адреса мерії:

21, place du Panthéon
75005 Paris

## Квартали
До складу 5-го округу входять такі квартали (17-20) :
- Quartier Saint-Victor
- Quartier du Jardin des Plantes
- Quartier du Val-de-Grâce
- Quartier de la Sorbonne

## Пам'ятки
- Латинський квартал
- Сорбонна
- Пантеон
- Арени Лютеції
- Колеж де Франс
- Вища нормальна школа
- Політехнічна школа

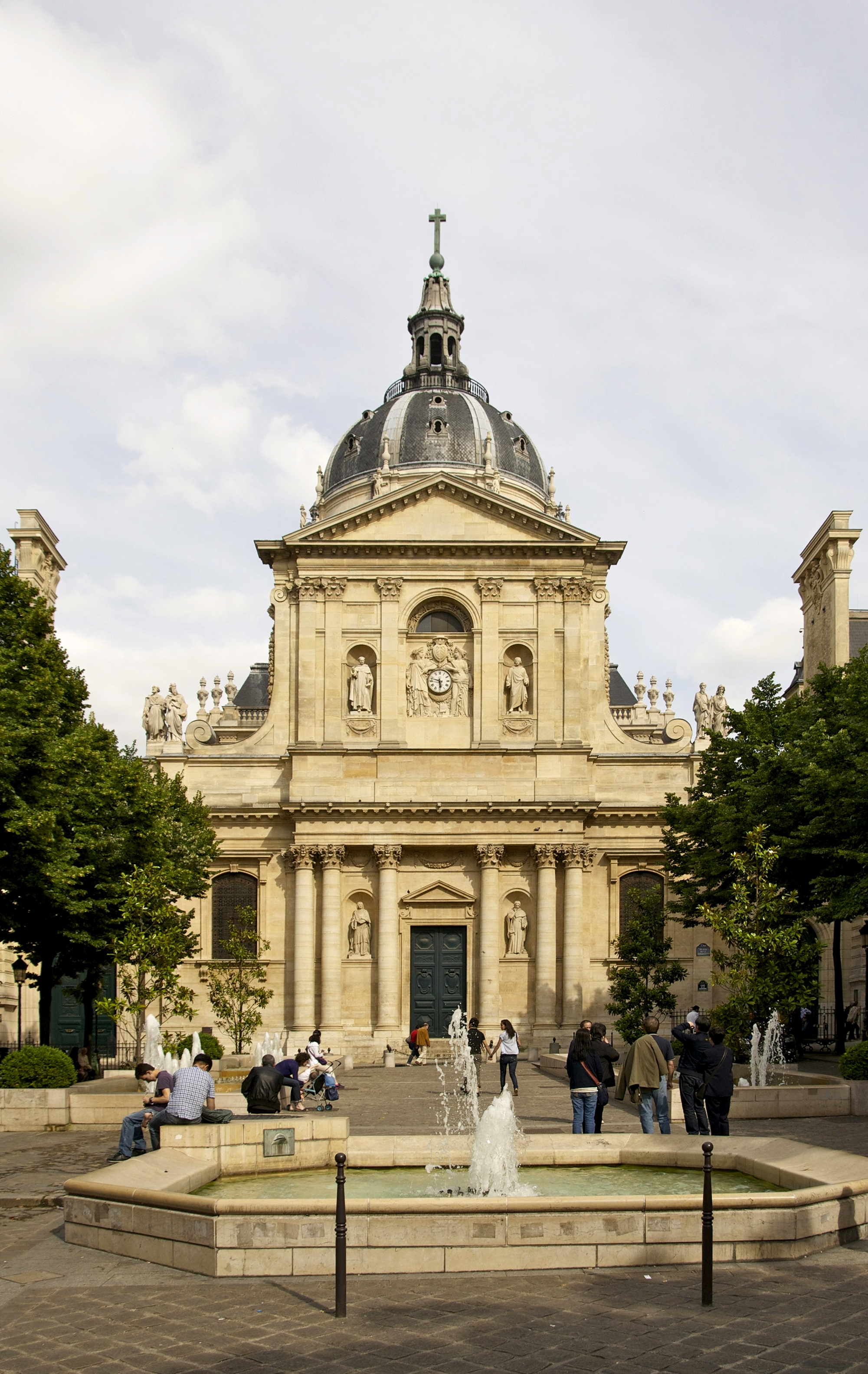
Сорбонна

- Музей Середньовіччя (Палац абатів Клюні)
- Терми Клюні
- Інститут арабського світу
- Велика соборна мечеть
- Церква Сен-Северен
- Церква Сен-Жульєн-ле-Повр
- Ботанічний сад
- Театр Юшетт
- Книгарня «Шекспір і Ко»
- Будинок взаємного страхування (Париж)

### Вулиці, площі
- Вулиця Арп
- Вулиця Юшетт

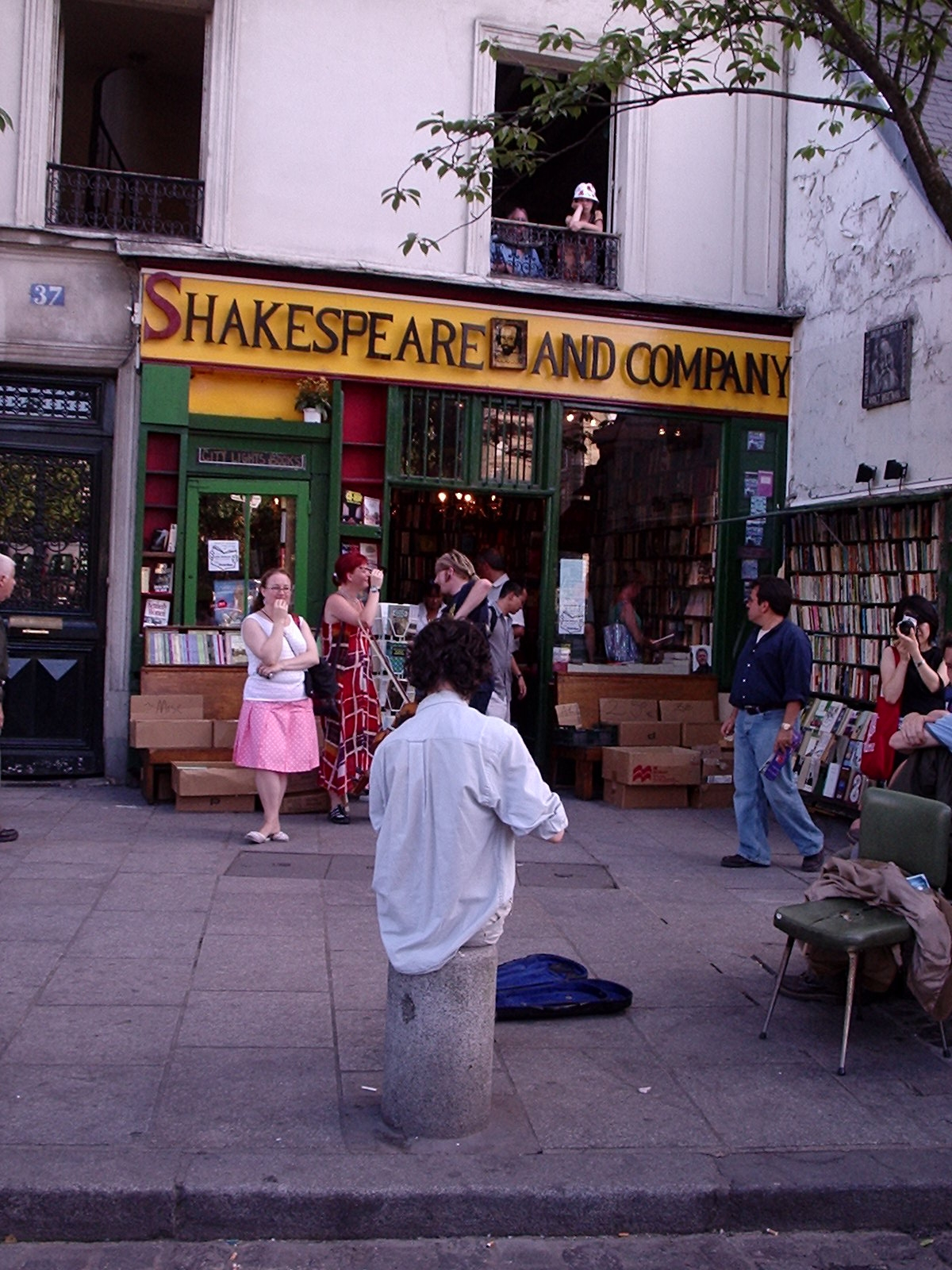
Книгарня Shakespeare & Co

- Вулиця Муфтар (в простолюдді «Ла Муфф»)
- Бульвар Сен-Жермен
- Вулиця Сен-Жак
- Бульвар Сен-Мішель
- Вулиця Сорбонни
- Вулиця Лагранж
- Площа Арени Лютеції